# Індекс клімаксної адаптації
Індекс клімаксової адаптації (англ. climax adaptation number, CAN) — бальна оцінка положення виду в ряду від піонерних співтовариств до клімаксових, запропонована в 1951 р Кертісом і Макінтошем (англ. Curtis, McIntosh). Індекс клімаксової адаптації змінюється від 1 до 10. Андерсон (англ. Anderson) запропонував замінити термін «Індекс клімаксової адаптації» на число континууму, адже види можуть розташовуватися не тільки в ряді від піонерних угруповань до клімаксових, а й в різних інших рядах (напр., екологічних рядах).